# Andreas Steindl
Andreas Steindl (Zermatt, 8 april 1989) is een Zwitserse bergbeklimmer, toerskiër en berggids.

## Biografie
Steindl werd geboren in Zermatt, waar hij werkte als een timmerman voordat hij zijn berggidsdiploma behaalde in 2011. Hij doet ook aan alpineskiën en berglopen.

## Geselecteerde resultaten

### Bergbeklimmen
Op 23 augustus 2011 beklom hij de Matterhorn in een recordtijd van 2 uur 57 minuten. In 2018 liep hij van Kirchplatz in Zermatt naar de top van de Matterhorn en terug in 3:59:52, en verbeterde daarmee zijn eigen vorige record met 20 minuten.

### Toerskiën
- 2011:
  - 4e, Zermatt-Rothorn bergloop
- 2012:
  - 6e, Europees Kampioenschap, sprint
Steindl deed ook mee in de espoir-klasse op het Europees Kampioenschap en won brons bij de jeugdsprint.

### Hardlopen
- 2011: 3e (junioren), Matterhorn run